# Matriz estritamente diagonal dominante
Na matemática, uma matriz é dita ser estritamente diagonal dominante se, para todas as linhas da matriz, o módulo do valor da matriz na diagonal é maior que a soma dos módulos de todos os demais valores (não-diagonais) daquela linha. Mais precisamente, a matriz A é estritamente diagonal dominante quando:
{\displaystyle |a_{ii}|>\sum _{j\neq i}|a_{ij}|\quad {\text{para todo }}i,}
onde {\textstyle a_{ij}} denota o termo da i-ésima linha e j-ésima coluna da matriz. O mesmo raciocínio se aplica para as colunas, e para uma matriz ser estritamente dominante basta que seja por linhas ou por colunas.
Um fato interessante a se observar é que todas as matrizes diagonais dominantes possuem inversa.